# FC Senec
Der FC Senec ist ein ehemaliger slowakischer Fußballverein aus Senec. Der Klub spielte von 2006 bis 2008 in der Corgoň liga, der höchsten slowakischen Spielklasse. 2002 gewann sein Vorgänger KOBA Senec, der schon 1999/2000 in der 1. Liga spielte, den Slowakischen Pokal und den Slowakischen Supercup. Im Juni 2008 fusionierte der FC Senec mit DAC Dunajská Streda und löste sich damit de facto auf.

## Geschichte
Vereinsfußball wurde im westslowakischen Senec seit 1919 gespielt. Am 4. August des Jahres wurde ein Verein mit dem ungarischen Kürzel SZAC gegründet. Dieser Klub benannte sich 1922 in Szenci Testgyakorlók Köre, kurz SZTK um. 1935 fusionierte SZTK mit Meteor zum SK Senec. Von 1941 bis 1946 hieß der Verein Levente.
Nach dem Zweiten Weltkrieg kam es zu zahlreichen Umbenennungen, DSO Slavoj Senec spielte von 1954 bis 1956 und erneut 1957/58 in der dritthöchsten tschechoslowakischen Spielklasse. 1959 wurde der Verein in Energia Senec umbenannt, 1978 in Poľnohospodár Senec. Der Mannschaft gelang 1980 der Aufstieg in die Divize-západ, einer von sieben Gruppen der 3. Liga, die nach einer Reorganisation 1981/82 nur noch viergeteilt war. Poľnohospodár spielte in der 2. SNL - západ und erreichte den dritten Platz.
1983 wurde der Verein in Montostroj Senec umbenannt. In den nächsten Jahren spielte die Mannschaft immer um den Aufstieg in die slowakische Gruppe der 2. Liga (1. SNL) mit. 1987/88 musste sie FK Slovan Duslo Šaľa nur aufgrund des schlechteren direkten Vergleiches den Vortritt lassen, ein Jahr später schließlich reichte es zum lang anvisierten Aufstieg.
In der 2. Liga belegte Senec 1989/90 den sechsten Platz. Noch 1989 oder 1990 kam es zu einer erneuten Umbenennung des Vereins, auf welchen Namen, ist nicht ganz klar. Einige Quellen sprechen von STK Senec, andere von AKP Senec, wieder eine andere von PNZ. Möglicherweise handelte es sich auch um eine Neugründung, da viele Quellen 1990 als Gründungsjahr angeben. Zumindest ab der Saison 1991/92 scheint der Name STK Senec gesichert.
In der letzten gemeinsamen Saison der Tschechoslowakei 1992/93 stand fest, dass die ersten sechs Mannschaften aus der slowakischen Gruppe der 2. Liga in die neue erste slowakische Liga aufsteigen würden. Am letzten Spieltag musste STK Senec zuhause Chemlon Humenné besiegen, um dieses Ziel zu erreichen. Vor 3.549 Zuschauern verlor Senec jedoch mit 1:3, der Aufstieg wurde um zwei Punkte verpasst.
In der Spielzeit 1993/94 geriet STK Senec in große Probleme. Am 20. und 21. Spieltag trat die Mannschaft nicht mehr an, im Juni 1994 absolvierte sie vor 152 Zuschauern ihr letztes Spiel und verlor gegen die B-Mannschaft von Slovan Bratislava mit 0:7. 
Der Verein war am Ende, der Fußball in Senec nicht. Ein neuer Klub namens KOBA Senec wurde gegründet, der 1994/95 in der vierten Liga antrat. Sofort gelang der Mannschaft der Aufstieg in die dritte Liga. Koba fusionierte mit VTJ Bratislava zum FK VTJ KOBA Senec und schaffte 1995/96 den Durchmarsch in die 2. Liga.
In der Saison 1998/99 belegte Senec am Saisonende den zweiten Platz und war somit in die 1. Liga aufgestiegen. Der drittplatzierte ŠKP Tatran Devín legte jedoch gegen die Wertung des Spiels Senec gegen FKM Nové Zámky (1:0) vom 1. Spieltag Widerspruch ein und hatte zunächst Erfolg. Am 17. Juni 1999 wertete der slowakische Verband das Spiel für Nové Zámky, wodurch Devín anstelle von Senec aufgestiegen war. Dieses Urteil hob der Verband elf Tage später wieder auf, VTJ Koba Senec war endgültig in der 1. Liga. 
In der 16 Mannschaften umfassenden Liga wurde Senec Zehnter, musste aber absteigen, weil die Anzahl der Mannschaften auf zehn reduziert wurde. In den folgenden Jahren konnte Koba Senec nicht in den Aufstiegskampf eingreifen.
Den größten Erfolg der Vereinsgeschichte gelang Koba Senec im Spieljahr 2001/02. Im Finale um den Slowakischen Pokal besiegte man den Erstligisten Matador Púchov mit 5:3 nach Elfmeterschießen. Kurze Zeit später gewann Koba auch noch den slowakischen Supercup. Im UEFA-Pokal 2002/03 schied die Mannschaft in der zweiten Vorrunde gegen den bosnischen Vertreter NK Široki Brijeg mit 1:2 und 0:3 aus. 
2004 wurde eine Aktiengesellschaft mit dem Namen FC Senec gegründet, die den Platz von Koba Senec in der 2. Liga einnahm. Hauptanteilseigner waren der deutsche Unternehmer Daniel Jammer sowie Jozef Valovič, zugleich Trainer der neuen Mannschaft. Die Vereinsfarben wurden von Rot-Weiß auf Orange geändert, auch ein neues Vereinslogo wurde kreiert. 
2005/06 landete der FC Senec auf dem dritten Platz, was aufgrund der Erweiterung der Corgoň liga für den Aufstieg in diese reichte.
In der Spielzeit 2006/07 belegte der FC Senec den sechsten Rang, 2007/08 wurde die Mannschaft Zehnter der Corgoň liga. Anschließend fusionierte der Klub mit DAC Dunajská Streda und löste sich de facto auf.

## Erfolge
- Slowakischer Pokalsieger 2002
- Slowakischer Supercupsieger 2002
- UEFA-Pokal-Teilnahme 2002/03
- Aufstieg in die 1. Liga 1999 und 2006

## Vereinsnamen
- 1919 - SZAC
- 1922 - SZTK
- 1935 - SK Senec
- 1941 - Levente
- 1946 - SK Senec
- 1951 - RSD Senec
- 1953?- Mlyn Senec
- 1954?- Sokol SZ Senec
- 1954 - DSO Slavoj Senec
- 1959 - Energia Senec
- 1978 - Poľnohospodár Senec
- 1983 - Montostroj Senec
- 1989/1990? - STK? APK? PNZ? TJ? FC? FC STK?
- 1991 - STK Senec (Auflösung 1994)
- 1994 - FK KOBA Senec (Neugründung)
- 1995 - FK VTJ KOBA Senec
- 2002 - FK KOBA Senec
- 2005 - FC Senec (2004 Neugründung der FC Senec a.s.)

## Trainer
- Dušan Radolský (1989–1990)
- Ladislav Jurkemik (1999–2000)